# Дорослі забави
«Дорослі забави» (англ. Role Models) — американсько-німецька комедія режисера і сценариста Девіда Вейна, що вийшла 2008 року. У головних ролях Пол Радд і Шон Вільям Скотт. Стрічку знято на основі історії Тімоті Даулінґа і В. Блейка Геррона.
Сценаристами також був Пол Радд, Кен Маріно і Тімоті Даулінґ, продюсерами — Люк Ґрінфілд, Мері Перент і Скотт Стабер. Вперше фільм продемонстрували 22 жовтня 2008 року у США. В Україні у кінопрокаті прем'єра фільму відбулась 5 лютого 2009.

## Сюжет
Торгові агенти Денні і Енсон роз'їжджають школами й університетами і продають енергетичний напій. Одного разу їхнє представлення закінчилось п'яним дебошем, тому хлопців арештували. Щоб не попасти у в'язницю, хлопці погоджуються на виправні роботи у тренінговий центр «Надійні Крила». Кожному доручають свого підопічного: Денні стає старшим для Оґі — підлітка, що захоплюється іграми у середньовічний світ, а Енсону — Ронні, проблемний п'ятикласник, що виражає свої думки за допомогою лайки.

## У ролях
| Актор                 | Персонаж                          | Роль                                           |
| --------------------- | --------------------------------- | ---------------------------------------------- |
| Шон Вільям Скотт      | Енсон Вілер англ. Anson Wheeler   | торговий агент, колега Денні                   |
| Пол Радд              | Денні Донаг'ю англ. Danny Donahue | торговий агент, колега Енсона                  |
| Елізабет Бенкс        | Бет Джонс англ. Beth Jones        | дівчина Денні, сімейний адвокат                |
| Крістофер Мінц-Плассе | Оґі Фаркес англ. Augie Farques    | підліток-ботанік                               |
| Бобб'і Дж. Томпсон    | Ронні Шілдс англ. Ronnie Shields  | матюкливий малий                               |
| Джейн Лінч            | Ґейл Свіні англ. Gayle Sweeney    | колишня наркоманка, голова центру реабілітації |
| Кен Джонг             | Арготрон англ. Argotron           |                                                |
| Джо Ло Тругліо        | Кузик англ. Kuzzik                |                                                |
| Аманда Рієтті         | Ізабель англ. Isabel              |                                                |
| Кіген-Майкл Кі        | Дуейн англ. Duane                 |                                                |
| Луї Сі Кей            |                                   | камео                                          |

## Сприйняття

### Критика
Фільм отримав здебільшого позитивні відгуки: Rotten Tomatoes дав оцінку 77% на основі 158 відгуків від критиків (середня оцінка 6,5/10) і 74% від глядачів із середньою оцінкою 3,6/5 (277,106 голосів). Загалом на сайті фільми має позитивний рейтинг, фільму зарахований «стиглий помідор» від кінокритиків і «попкорн» від глядачів, Internet Movie Database — 6,9/10 (176 160 голосів), Metacritic — 61/100 (33 відгуки критиків) і 7,5/10 від глядачів (118 голосів). Загалом на цьому ресурсі від критиків і від глядачів фільм отримав позитивні відгуки.

### Касові збори
Під час показу в Україні, що розпочався 5 лютого 2009 року, протягом першого тижня фільм показали у 31 кінотеатрі і він зібрав 46,293 $, що на той час дозволило йому зайняти 6 місце серед усіх прем'єр. Показ стрічки протривав 6 тижнів і завершився 15 березня 2009 року. За цей час стрічка зібрала 102,029 $. Із цим показником стрічка зайняла 91 місце у кінопрокаті за касовими зборами в Україні 2009 року.
Під час показу у США, що розпочався 7 листопада 2008 року, протягом першого тижня фільм показали у 2,792 кінотеатрах і він зібрав 19,167,085 $, що на той час дозволило йому зайняти 2 місце серед усіх прем'єр. Показ фільму протривав 84 дні (142тижнів) і завершився 29 січня 2009 року. За цей час фільм зібрав у прокаті у США 67,294,270   доларів США (за іншими даними 67,300,955 $), а у решті світу 25,086,657 $ (за іншими даними 25,201,210 $), тобто загалом 92,380,927 $ (за іншими даними 92,502,165 $) при бюджеті 28 млн $.

### Нагороди і номінації[12]
| Рік  | Нагорода                         | Категорія                                 | Номінант           | Результат |
| ---- | -------------------------------- | ----------------------------------------- | ------------------ | --------- |
| 2008 | Асоціація кінокритиків Сент-Луїс | Найкращий фільм — комедія або мюзикл      | стрічка            | Номінація |
| 2009 | Кінопремія «Вибір критиків»      | Найкращий комедійний фільм                | стрічка            | Номінація |
| 2009 | MTV Movie Awards                 | Чоловічий прорив                          | Бобб'і Дж. Томпсон | Номінація |
| 2009 | Teen Choice Awards               | Вибір фільму: найкраща романтична комедія | стрічка            | Номінація |

### Виноски
1. 1 2  Role Models: Release Info (англ.). Internet Movie Database. Процитовано 22 вересня 2014.
2. 1 2  Гра в ролях. Kino-teatr.ua. Архів оригіналу за 3 серпня 2014. Процитовано 22 вересня 2014.
3. 1 2  Role Models (англ.). Internet Movie Database. Архів оригіналу за 3 квітня 2019. Процитовано 22 вересня 2014.
4. 1 2 3 4 5  Role Models (англ.). Box Office Mojo. Архів оригіналу за 27 вересня 2014. Процитовано 22 вересня 2014.
5. 1 2 3 4 5  Role Models (англ.). The Numbers. Архів оригіналу за 31 грудня 2014. Процитовано 22 вересня 2014.
6. ↑  Role Models (англ.). AllMovie. Архів оригіналу за 18 червня 2015. Процитовано 22 вересня 2014.
7. 1 2  Role Models: Full Cast & Crew (англ.). Internet Movie Database. Процитовано 22 вересня 2014.
8. ↑  Role Models (англ.). Rotten Tomatoes. Архів оригіналу за 8 вересня 2014. Процитовано 22 вересня 2014.
9. ↑  Role Models (англ.). Metacritic. Архів оригіналу за 5 вересня 2014. Процитовано 22 вересня 2014.
10. ↑  Role Models — Ukraine Weekend Box Office (англ.). Box Office Mojo. Процитовано 22 вересня 2014.
11. ↑  Ukraine Yearly Box Office. 2009 (англ.). Box Office Mojo. Архів оригіналу за 24 вересня 2014. Процитовано 22 вересня 2014.
12. ↑  Role Models: Awards (англ.). Internet Movie Database. Процитовано 22 вересня 2014.